# La Selva del Camp (ort)
La Selva del Camp är en ort i Spanien.   Den ligger i provinsen Província de Tarragona och regionen Katalonien, i den östra delen av landet, 400 km öster om huvudstaden Madrid. La Selva del Camp ligger 241 meter över havet och antalet invånare är 4 746.
Terrängen runt La Selva del Camp är kuperad åt nordväst, men åt sydost är den platt. Runt La Selva del Camp är det mycket tätbefolkat, med 1 463 invånare per kvadratkilometer. Närmaste större samhälle är Reus, 7,0 km söder om La Selva del Camp. Runt La Selva del Camp är det i huvudsak tätbebyggt.